# Chamalières
Chamalières ist eine französische Stadt mit 17.591 Einwohnern (Stand 1. Januar 2022) im Département Puy-de-Dôme in der Region Auvergne-Rhône-Alpes. Die Stadt liegt im Arrondissement Clermont-Ferrand und ist Hauptort (französisch chef-lieu) des Kantons Chamalières. Chamalières liegt am westlichen Stadtrand von Clermont-Ferrand auf dem Weg zum Vulkan Puy de Dôme.
Die 1971 entdeckte „Tafel von Chamalières“, ist in gallischer Sprache geschrieben und enthält kursive lateinische Buchstaben. Es handelt sich um einen magischen Charaktertext, der zur Kategorie der Definitionstabletten gehört.

Blei von Chamalières

## Städtepartnerschaften
- Geretsried in Oberbayern, Deutschland, seit 1983

## Wirtschaft
In Chamalières befindet sich die Banknotendruckerei der Banque de France, wo französische Euroscheine gedruckt werden.

## Persönlichkeiten
- André Chaumeix (1874–1955), Journalist und Literaturkritiker
- Pierre Schoendoerffer (1928–2012), Filmregisseur und Drehbuchautor
- Françoise Cotron-Henry (1936–1975), Pianistin und Komponistin
- Claude Giraud (1936–2020), Schauspieler und Synchronsprecher
- Jean-Paul Besset (* 1946), Journalist und Politiker
- Renaud Camus (* 1946), Schriftsteller und Philosoph
- Philippe Julia (* 1968), Handballspieler